# اچ‌ام‌اس ای۱
اچ‌ام‌اس ای۱ (به انگلیسی: HMS A1) یک زیردریایی بود که طول آن ۱۰۳٫۲۵ فوت (۳۱٫۴۷ متر) بود. این زیردریایی در سال ۱۹۰۲ ساخته شد.